# Дода (певица)
Доро́та «До́да» Аквалите́я Рабче́вская-Стемпень (пол. Dorota "Doda" Aqualiteja Rabczewska-Stępień; 15 февраля 1984, Цеханув, Польша) — польская поп-певица, актриса и музыкант.

## Биография
Дорота родилась в семье Ванды и Павла Рабчевских в польском городе Цеханув. Старший брат певицы Рафал в настоящее время является её менеджером. В 13 лет она тренировалась в лёгкой атлетике (прыжки в длину, бег на 100 метров). Она выиграла чемпионат школ воеводства в беге на 1000 и 600 метров и толкании ядра, завоевала бронзу в польском чемпионате для юниоров. Вскоре Рабчевская решила уйти из спорта и начать музыкальную карьеру, которую Дода начинала, ещё будучи подростком, играя в театре «Studio Buffo» в Варшаве (1998 год). Одновременно она брала уроки вокала у Эльжбеты Запендовской, одного из самых известных преподавателей пения в Польше. Первоначальную известность она получила в 2002 году благодаря участию в реалити-шоу «Бар», где девушка популяризировала первый альбом группы Virgin. В 2004 году, в возрасте 20 лет Дорота вступила в организацию для людей с высоким коэффициентом интеллекта «Менса», и выяснилось, что её IQ равен 156. В апреле 2006 года у неё проявились проблемы с позвоночником, врачи констатировали грыжу межпозвоночного диска. Болезнь осложняет эстрадную деятельность певицы.
Она пользуется свистковым регистром.

## Музыкальная карьера

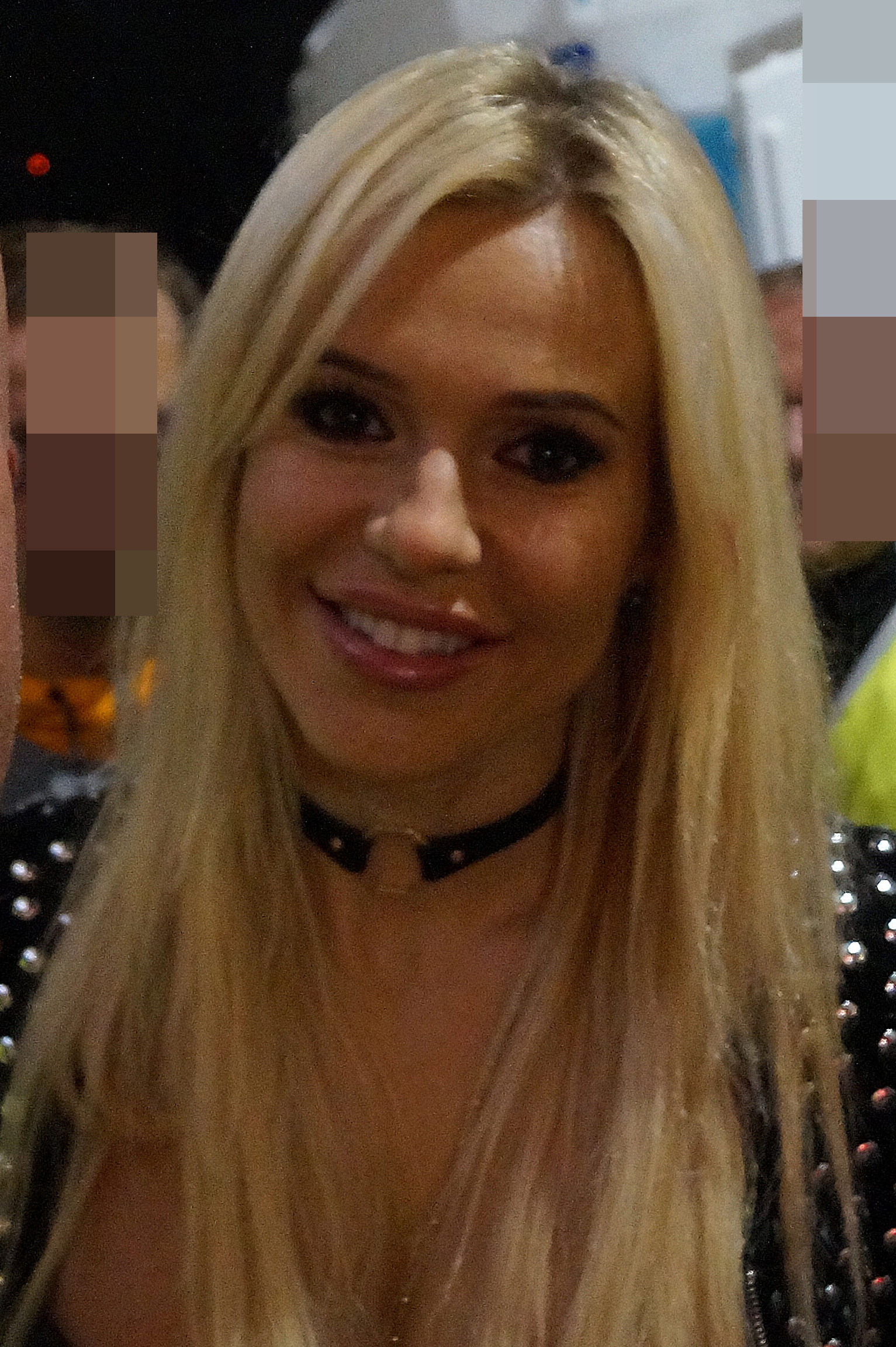
Дода, 2016 год

### Virgin
В возрасте 16 лет она прошла прослушивание и попала в группу Virgin, став её солисткой. В году 2002 вышел дебютный альбом коллектива, названный Virgin. Из этого альбома выпущены 2 сингла: «To Tу» («Это ты») и «Mam tylko Ciebie» («У меня есть только ты»).
Два года спустя после дебютного альбомa был выпущен следующий — Bimbo (17 мая 2004 года). В течение недели он стал самым продаваемым альбомом. Первый сингл «Dżaga» («Чикса») сразу же стал хитом в Польше. Следом были выпущены ещё два сингла: «Kolejny Raz» («В очередной раз») и «Nie zawiedź mnie» («Не разочаруй меня»). После некоторых изменений и выступлений на телевизионных шоу группа представила очередной сингл «Znak pokoju» («Знак примирения») на международном фестивале песни в Сопоте.
17 октября 2005 года был выпущен третий и последний студийный альбом под названием Ficca, с которым группа отправилась в турне. Первый сингл из альбома — «Znak Pokoju» — был данью Папе Римскому Иоанну Павлу II. Второй сингл «2 Bajki» («2 сказки») оставался в хит-парадах в течение длительного времени. В декабре 2006 года артистка разорвала контракт с менеджером коллектива Virgin.

### Соло
После ухода из группы и нескольких появлений на телевидении Рабчевская подписала контракт с Universal Music Polska и выпустила первый сингл «Katharsis». Премьера песни состоялась на фестивале TOPtrendy. Тринадцать дней спустя был выпущен первый сольный альбом Доды «Diamond Bitch», в поддержку которого она отправилась в сольный тур с одноимённым названием, который проходил за пределами Польши, в Германии, Великобритании и Соединённых штатах. «To jest to» («То, что надо») — второй сингл альбома выдан в сентябре 2007 года. В течение пяти недель альбом оставался на первой строчке в польском альбомном чарте, а также стал дважды платиновым. Год спустя Рабчевская переиздала альбом, в котором появилась ещё одна новая песня «Nie Daj Się» («Не сдавайся»). Позже появились ещё два сингла: «Rany» («Раны») и «Dziękuję» («Спасибо»), а также музыкальные клипы к ним. В 2011 году были выпущены 2 сингла: «Bad Girls» и «XXX» из альбома «7 pokus głównych» («7 главных искушений», англ. «The 7 Temptations»), который вышел 30 мая.
14 февраля 2012 года состоялась премьера саундтрека Доды, «Kac WaWa», а 26 февраля видеоклипа к ней. 19 февраля артистку почтили статуэткой Индивидуальность Года 2011 за её благотворительную деятельность, а 24 февраля наградой Viva Comet 2012 в категории Видеоклип Года за «XXX». В полночь 11/12 ноября 2012 года состоялась официальная премьера видеоклипа синглa Доды «Fuck It», записанного вместе с рэпером Фокусом. 4 декабря 2012 года певица подписала контракт c EMI Music Poland на запись третьего сольного альбома. В июне 2013 певица объявила о начале нового турне «Fly High Tour». 17 октября 2013 года был выпущен саундтрек Доды «Wkręceni (High Life)». 11 марта 2014 в варшавском кино «ЛЮНА» состояться премьера концертного DVD вокалистки «Fly High Tour Live», зарегистрированного во времени концерта в Зале Столетия во Вроцлаве (28 ноября 2013).  31 декабря 2014 года состоялась официальная премьера видеоклипа синглa Доды «Riotka».
В глазах поляков имя певицы ассоциируется с подчёркнуто эпатажным поведением, побуждающим журналистов уподоблять Доду российской светской львице Божене Рынске.

## Личная жизнь
В период с 2005 по 2008 год Дода была женой футболиста Радослава Майдана. В мае 2008 года они развелись. С мая 2009 года певица встречалась с лидером коллектива Behemoth Адамом Дарским. 1 января 2010 года они обручились. В марте 2011 года Адам расстался с Додой. В этом же году Дода начала встречаться с танцором и хореографом Блажеем Шиховским, но и этот союз быстро распался. В 2013 году стало известно, что у Доды есть сводная сестра Паулина, о которой певица отозвалась крайне отрицательно. 27 августа 2014 в интервью для журнала «Твоя империя» Дода призналась, что всё ещё ищет «своего единственного», отдавая предпочтение артистам и людям творческим. Свой список требований к идеальному кандидату певица завершила сентенцией, словно взятой, по выражению одной из газет, «из дневника наивной девушки-подростка»:

Каким должен быть мой партнёр? Мужественным. Я не утончённая девочка. Так уж я была воспитана отцом, а потому нуждаюсь в ком-то, у кого будет ещё больше тестостерона, чем у меня. Никогда бы не простила неверности и фальши. Хотела бы иметь фантастического мужа, жить в счастливом браке, путешествовать по миру и быть финансово независимой.
Оригинальный текст (пол.)Jaki zatem powinien być partner Dody? – Męski! Nie jestem delikatną dziewczynką. Tak zostałam wychowana przez tatę, więc potrzebuję kogoś, kto będzie miał jeszcze więcej testosteronu ode mnie. Nie wybaczyłabym nigdy nielojalności, niewierności i zakłamania. Chciałabym mieć fantastycznego męża, żyć w szczęśliwym związku, podróżować po świecie i być niezależna finansowo.
— Журнал «Twoje Imperium»

## Награды
В 2007 и 2009 годах она получила награду MTV Europe Music Awards в категории «Best Polish Act», кроме того, в 2009 году она заняла второе место в категории «Best European Act». В 2007, 2008, 2010, 2011 и 2012 годах она получила награды VIVA Comet — в 2010 в категориях: «Видеоклип Года» («Rany»), «Артист 10-летия» и «Хит 10-летия» («Szansa» /«Шанс»/), в 2011 в категории «Артистка Года», a в 2012 в категории «Видеоклип Года» («XXX»). Она получила 12 наград VIVA Comet, что сделало её самой успешной артисткой, когда-либо выигравших Comet Award.

## Дискография

### Альбомы

#### С группой Virgin
- 2002: Virgin
- 2004: Bimbo — золото
- 2005: Ficca — 3x Платина
- 2016: Choni

#### Сольно
- 2007: Diamond Bitch — Платина
- 2011: The 7 Temptations/7 Pokus Głównych — Платина
- 2019: Dorota
- 2022: Aquaria

### Синглы

#### С группой Virgin
- 2002: To Ty
- 2002: Mam Tylko Ciebie
- 2004: Dżaga
- 2004: Kolejny Raz
- 2005: Nie Zawiedź Mnie
- 2005: Znak Pokoju
- 2005: 2 bajki
- 2006: Szansa
- 2016: Niebezpieczna Kobieta
- 2016: Kopiuj wklej
- 2017: Sens
- 2018: Miłość na etat

#### Сольно
- 2007: Katharsis
- 2007: To Jest To
- 2008: Nie Daj Się
- 2009: Rany
- 2009: Dziękuję
- 2010: Muzyki Moc
- 2011: Bad Girls
- 2011: XXX
- 2011: Kac Wawa
- 2012: Twa Energia (feat. Dżaga)
- 2012: Fuck It! (feat. Fokus)
- 2012: Titanium
- 2013: Electrode
- 2013: Wkręceni (High Life)
- 2014: Riotka
- 2015: Nie Pytaj Mnie

## Фильмография
| Год  | Заглавие                                                | Роль | Описание |
| ---- | ------------------------------------------------------- | ---- | -------- |
| 2006 | Астерикс и викинги                                      | Абба | Дубляж   |
| 2008 | Сердце на ладони (Режиссёр Кшиштоф Занусси)             | Дода | Камео    |
| 2018 | Питбуль. Последний пёс (Режиссёр Владислав Пасиковский) | Мира |          |